# Posten AB
Posten AB er en svensk statsejet virksomhed, der som den eneste tilbyder posttjeneste over hele Sverige. Siden 1994 har Posten været et statsligt aktieselskab under Näringsdepartementet. Posten omsatte i 2005 for 25,2 mia. SEK og beskæftigede 30.000 ansatte.
Postens historie går tilbage til 1636, hvor Axel Oxenstierna etablerede Kungliga Postverket. Posten havde monopol på omdeling af breve frem til 1993, men i 2003 sad Posten stadig på 90% af brevmarkedet og i modsætning til de andre aktører er Posten forpligtet til at befordre A-post over hele Sverige fra dag til dag, dog blev lørdagsomdelingen indstillet i 1987. Siden 2000 har Posten ændret servicenettet, således at mange posthuse blev nedlagt til fordel for mindre postbutikker på tankstationer og i supermarkeder.
I april 2008 blev det offentliggjort, at Posten AB og Post Danmark havde planer om at fusionere, og den 24. juni 2009 blev fusionen en realitet med etablering af det fælles statsejede selskab Posten Norden AB. I 2013 begyndte selskabet at skifte den visuelle tilstedeværelse. Fra 2015 har hele den svenske virksomhed skiftet farve til blå farve, som benyttes af hele PostNord koncernen, og navnet Postnord.